# Johann Baptist Baltzer
Johann Baptist Baltzer, född den 16 juni 1803 i Andernach vid Rhen, död den 1 oktober 1871 i Bonn, var en tysk romersk-katolsk teolog.
Baltzer studerade teologi i Bonn under Hermes och blev 1830 professor vid universitetet i Breslau. Från denna lärostol drev han sin undervisning i Hermes rationaliserande anda, men sedan hermesianismen 1835 blivit fördömd, slöt han sig närmare till Anton Günther och utarbetade under denna inflytelse sina Beiträge zur Vermittelung eines richtigen Urtheils über Katholicismus und Protestantismus (1839–40). Hans skarpsinniga apologier mot flera protestantiska anfall förskaffade honom 1846 anställning som residerande domherre i Breslau, och 1857 kallades han till domskolastikus av furstbiskop Förster. 
Hans antropologiska dualism framträdde emellertid i oroande grad, och 1860 riktades mot hans läroåskådning ett påvligt brev, på grund av vilket Förster ville ta ifrån honom hans professur, men varken dennes eller påvens påtryckningar förmådde Baltzer att ge vika, allra helst som han ägde stöd hos sina universitetskolleger. Samtida domkapitelsstrider ledde dock till att han 1862 för en tid suspenderades och förlorade tredjedelen av sin domherrelön. År 1870 slöt sig Baltzer till reaktionen mot ofelbarhetsdogmen, förnekade vatikanska konsiliets egenskap av ekumeniskt möte och gjorde gemensam sak med den gammalkatolska rörelsen i Schlesien. 
I november samma år suspenderad, tog han sin tillflykt till furst Bismarck och regeringen, som garanterade honom sin hjälp. Men genom Baltzers död förebyggdes den fortsatta utvecklingen av konflikterna. Bland hans skrifter märks vidare: Das christliche Seligkeitsdogma nach katholische und protestantische Bekentnisse (1844), Theologische Briefe an Anton Günther (samma år), Neue theologiske Briefe (1853) och Die biblische Schöpfungsgeschichte (1867–72). Hans levnadsteckning skrevs av Adolph Franz, Johannes Baptista Baltzer. Ein Beitrag zur neuesten Geschichte der Diözese Breslau (1873) och Ernst Melzer, Baltzers Leben, Wirken und wissenschaftliche Bedeutung (1877).